# District de Kameda

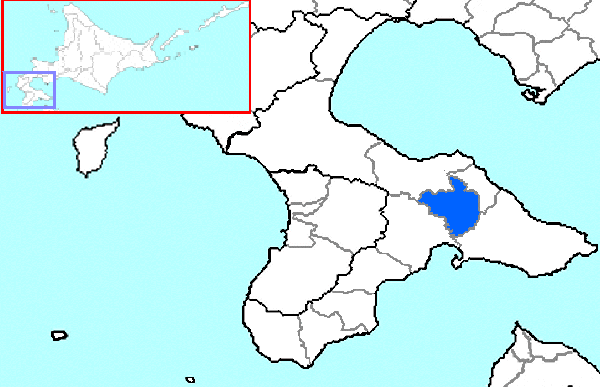
Le district de Kameda dans la sous-préfecture d'Oshima.

Le district de Kameda (亀田郡, Kameda-gun) est un district de la sous-préfecture d'Oshima au Japon.
Au 1er mars 2015, sa population était estimée à 28 640 habitants pour une superficie de 216,75 km2.

## Commune du district
- Nanae